# أبو الفضل الأصفهاني
أَبُو اَلفَضْلِ اَلْأَصْفَهَانِيِّ، المعروف أيضًا باسم المَهْدِي اَلْأَصْفَهَانِيِّ، كان شابًا فارسيًا أعلن الزعيم القرمطي للبحرين أبو طاهر الجنابي أنه تجسيد لله عام 931م. ومع ذلك، تسبب هذا الزعيم المروع الجديد اضطراب كبير من خلال رفض الجوانب التقليدية للإسلام وتعزيز العلاقات مع الزرادشتية.
وظن أبو طاهر أنه عرف المهدي على أنه أسير فارسي شاب من أصفهان يدعى أبو الفضل الأصفهاني، يدعي أنه من نسل الملوك الساسانيين الفرس.     وقد أُعيد الأصفهاني إلى البحرين بعد غارة القرامطة على العراق عام 928. في عام 931، سلم أبو طاهر الدولة إلى الخليفة المهدي، الذي قيل في الواقع أنه من دعاة إحياء الزرادشتية وله مشاعر معادية للعرب. أعاد تبجيل النار وشارك في حرق الكتب الدينية خلال حكم دام ثمانين يومًا. يُعتقد أيضًا أن الأصفهاني لديه بعض الروابط مع الأرثوذكسية الزرادشتية الراسخة باعتباره رئيس كهنة الزرادشتيين. تم إعدام إسفنديار أدرباد من قبل الخليفة العباسي بعد اتهامه بالتواطؤ مع أبي طاهر. وبلغ عهده ذروته بإعدام أفراد من عوائل البحرين البارزة، بما في ذلك أفراد عائلة أبي طاهر. قامت والدة أبي طاهر بالتآمر للتخلص من أبي الفضل، إذ قامت بتزييف موتها وأرسلت رسولاً لاستدعاء المهدي لإحيائها. وعندما رفض، انكشف على أنه إنسان عادي، وقام سعيد أخو أبي طاهر بقتل أبي الفضل بعد أن لم يحكم المهدي سوى ثمانين يومًا. وتقول روايات أخرى إنه خوفاً على حياته، أعلن أبو طاهر أنه كان مخطئاً وندد بالأصفهاني باعتباره المهدي الكاذب. وبعد طلب المغفرة من الوجهاء الآخرين، قام أبو طاهر بإعدامه سنة 931.